# Vasa Kilaniou
Vasa Kilaniou (griechisch Βάσα Κοιλανίου) ist eine Gemeinde im Bezirk Limassol in der Republik Zypern. Bei der Volkszählung im Jahr 2021 hatte sie 168 Einwohner.

## Name
Der Name des Dorfes kommt vom altgriechischen Wort Vassa oder Vissa, was „bewaldetes Tal“ bedeutet. In Arkadien in Peloponnes gab es eine alte Siedlung namens Vassai, wo sich der Apollontempel bei Bassae befand. Es ist möglich, dass der Name Vasa mit der Besiedlung Zyperns durch die Arkadier zusammenhängt. Diese Ansicht wird durch die Existenz eines Heiligtums von Apollo im Dorf verstärkt.

## Lage und Umgebung

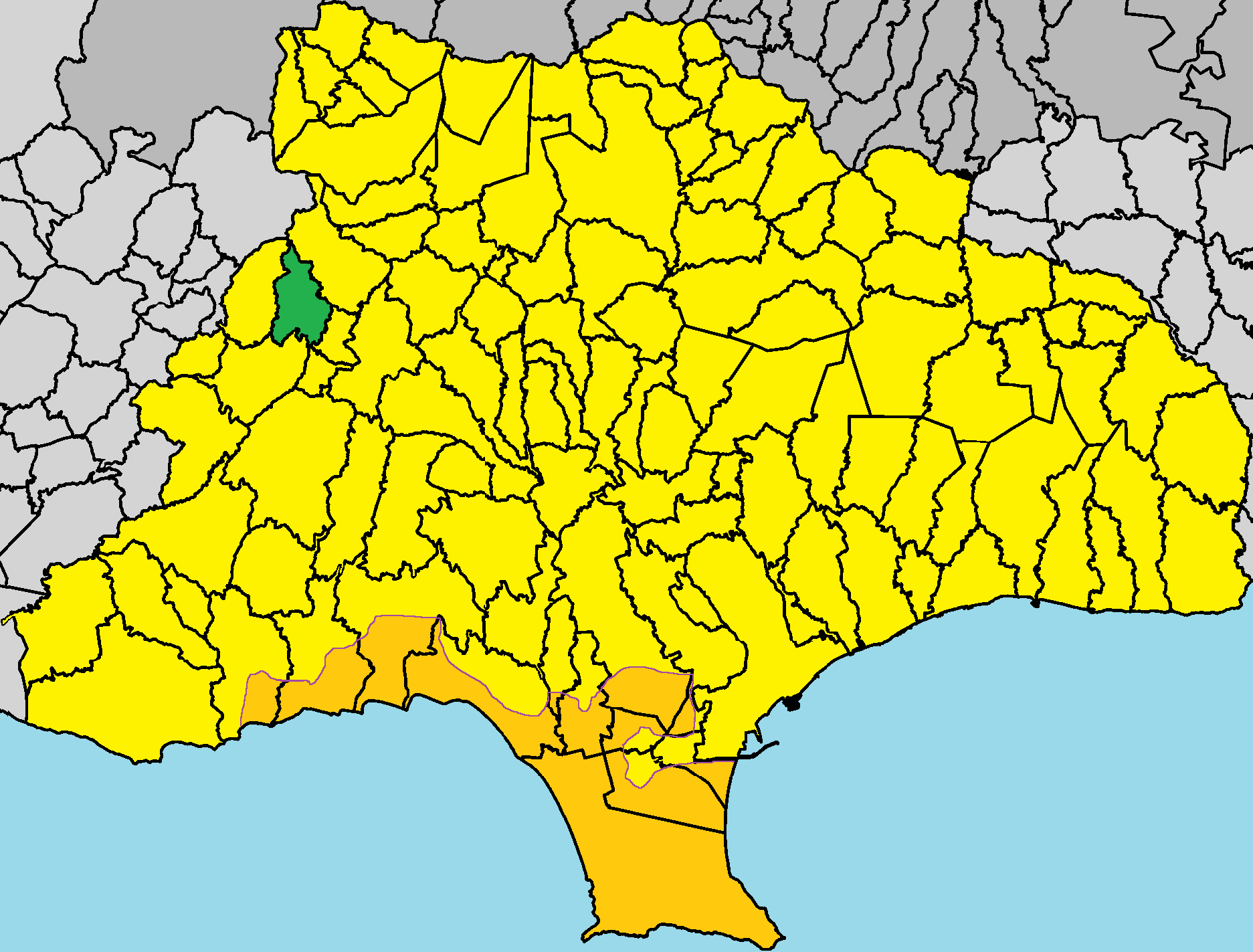
Lage im Bezirk Limassol

Vasa Kilaniou liegt auf der Mittelmeerinsel Zypern auf einer Höhe von etwa 760 Metern, etwa 35 Kilometer nordwestlich von Limassol. Das 8,36055 Quadratkilometer große Dorf grenzt im Westen an Arsos, im Nordosten an Omodos, im Südosten an Potamiou und Kissousa und im Süden an Malia. Das Dorf kann über die Straße F604 erreicht werden.
Der größte Teil der Fläche des Dorfes ist Ackerland mit Weinreben. Vasa Kilaniou ist eines der Weindörfer des Bezirks Limassol. Die Rosinenproduktion im Dorf ist auch wichtig.

## Geschichte
Im Mittelalter war Vasa Kilaniou eine Hochburg der Kreuzzugbarone von Ibelia von Jaffa. Im Dorf wurden Sammlungen venezianischer Schwerter entdeckt.

### Bevölkerungsentwicklung
| Jahr      | 1881 | 1891 | 1901 | 1911 | 1921 | 1931 | 1946 | 1960 | 1976 | 1982 | 1992 | 2001 | 2011 | 2021 |
| Einwohner | 397  | 512  | 588  | 690  | 785  | 801  | 871  | 741  | 559  | 367  | 174  | 118  | 163  | 168  |